# Theo Hernández
Theo Bernard François Hernández (ur. 6 października 1997 w Marsylii) – francuski piłkarz występujący na pozycji obrońcy, reprezentant Francji. Srebrny medalista Mistrzostw Świata 2022. Półfinalista Mistrzostw Europy 2024.
Wychowanek Rayo Majadahonda, w swojej karierze grał także w takich zespołach jak Atlético Madryt, Deportivo Alavés oraz Real Madryt. Syn Jeana-François Hernándeza, młodszy brat Lucasa Hernándeza, który gra we francuskim klubie Paris Saint-Germain.

## Sukcesy

### Real Madryt
- Superpuchar Hiszpanii: 2017
- Liga Mistrzów UEFA: 2017/2018
- Superpuchar Europy: 2017
- Klubowe Mistrzostwo Świata: 2017

### AC Milan
- Mistrzostwo Włoch: 2021/2022
- Superpuchar Włoch: 2024

### Reprezentacyjne
Mistrzostwa świata
- Wicemistrzostwo: 2022

Liga Narodów UEFA
- Mistrzostwo: 2020/2021

### Wyróżnienia
- Drużyna sezonu Serie A: 2019/2020[2], 2020/2021[3], 2021/2022[4]
- Jedenastka roku według L’Équipe: 2021[5]